# Juan Peñafiel Illanes
Juan Ernesto Peñafiel Illanes (La Serena, 28 de septiembre de 1915 - Santiago, 30 de abril de 1997) fue un agricultor y político liberal chileno. Hijo de Ernesto Peñafiel Varela y María Cristina Illanes Torres. Contrajo matrimonio con Joyce Goudie Abbott (1947).

## Actividades profesionales
Realizó sus estudios en el Seminario de La Serena y en el Colegio San Ignacio de Santiago. Se dedicó a las actividades agrícolas, explotando la hacienda familiar La Calera en Elqui.

## Actividades políticas
Militante del Partido Liberal. Fue elegido regidor de La Serena (1947-1949), cargo que abandonó para ser candidato al Congreso.
Elegido Diputado por La Serena, Coquimbo, Elqui, Illapel, Combarbalá y Ovalle (1949-1953). En este período formó parte de la comisión permanente de Constitución, Legislación y Justicia de la Cámara de Diputados.
Reelegido Diputado por la misma agrupación departamental en los períodos 1953-1957, 1957-1961 y 1961-1965. Durante estos períodos legislativos integró las comisiones permanentes de Economía y Comercio, Asistencia Médico-Social e Higiene, y la de Minería e Industrias.
Nombrado consejero de la Caja de Retiro y Previsión Social de la Empresa de los Ferrocarriles del Estado (1957) y consejero de la Línea Aérea Nacional (1960).

## Otras actividades
Fue piloto aviador civil, miembro de la Sociedad Agrícola del Norte y del Club Social de La Serena.